# Crisanto España
Crisanto España  (Ciudad Bolívar, 25 de octubre de 1964) es un ex boxeador venezolano, campeón mundial de peso wélter de la AMB.
España peleó en Belfast , Irlanda del Norte y se convirtió en profesional en 1984 después de acumular un récord de 54-10 como aficionado. Ganó de manera impresionante sus primeras 30 peleas, incluido el título de peso wélter de la AMB con un TKO en la octava ronda sobre Meldrick Taylor en 1992. Defendió con éxito el título dos veces antes de ser detenido por Ike Quartey en la 11.ª ronda en 1994. España luchó solo una vez más, en Irlanda del Norte en 1995 y se retiró con un récord de 31-1-0 con 25 KOs.
Su hermano mayor, Ernesto España, fue campeón ligero de la Asociación Mundial de Boxeo en 1979 y 1980.

## Etapa amateur
España tuvo su inicio en el boxeo a los 10 años de edad, donde fue guiado por su hermano durante su carrera amateur donde hizo un récord de 54 victorias, 10 derrotas y 45 nocauts. Fue campeón nacional en 1980 y Estuvo en la selección nacional de boxeo en 1981, además de ganar otros títulos aficionados como el de campeón suramericano en Colombia 1981 y Campeón copa Simón Bolívar

## Etapa profesional
Se inició como profesional a la edad de 20 años, al derrotar por nocaut técnico en el primer round a Elías González, acumuló 22 victorias seguidas 18 de ellas por la vía rápida, hasta llegar a la vacante por el título internacional wélter ganando por decisión unánime en esa ocasión. Siguió ganando peleas hasta que se le presentó su oportunidad para disputar el título mundial wélter ante Meldrick Taylor

### Crisanto España vs Meldrick Taylor (Pelea por el título wélter)
Para el pleito que se iba a disputar España llegaba con un récord invicto de 27-0, pero no había tenido en su historial las suficientes peleas de renombre para llegar como favorito. Tal vez el nombre que más peso tenía en su récord era Luis Santana (quien derrotaría posteriormente al campeón mundial Terry Norris en dos ocasiones). Mientras que Taylor llegaba con un récord de 32 peleas, 30 victorias, 2 derrotas y un empate, habiendo enfrentado a grandes púgiles como James McGir, John Wesley Meekins, Julio César Chávez y Terry Norris.
Sin embargo España logró derribar a Taylor en el octavo round, éste se levantaría solamente para que el árbitro detuviera la pelea dándole así la victoria a Crisanto España, obteniendo el título mundial Peso wélter.

## Registro profesional
| 31 Ganadas (25 KOs), 1 Derrotas, 0 Empates |        |                   |                            |                 |            |                           |                                                          |
| Resultado                                  | Récord | Rival             | Método                     | Asalto - Tiempo | Fecha      | Localización              | Título                                                   |
| G                                          | 31-1   | Paul Wesley       | UD                         | 6               | 18-03-1995 | Millstreet,Irlanda        | Retiro Profesional                                       |
| D                                          | 30-1   | Ike Quartey       | TKO                        | 11, (12)        | 04-06-1994 | Levallois-Perret,Francia  | Pierde el título Mundial AMB del Peso wélter             |
| G                                          | 30-0   | Donovan Boucher   | TKO                        | 10, (12) 2:31   | 09-10-1993 | Manchester,Reino unido    | Retiene el título Mundial AMB del Peso wélter            |
| G                                          | 29-0   | Rodolfo Aguilar   | UD                         | 12              | 05-05-1993 | Belfast,Reino unido       | Retiene el título Mundial AMB del Peso wélter            |
| G                                          | 28-0   | Meldrick Taylor   | TKO                        | 8, (12) 2:11    | 31-10-1992 | Kensington,Reino unido    | Gana el título Mundial AMB del Peso wélter               |
| G                                          | 27-0   | David Taylor      | TKO                        | 7, (8)          | 03-07-1992 | Pontault Combault,Francia |                                                          |
| G                                          | 26-0   | Kevin Whaley      | TKO                        | 1, (10)         | 11-06-1992 | Bilbao,España             |                                                          |
| G                                          | 25-0   | Hector Hugo Vilte | TKO                        | 7, (12) 2:51    | 13-11-1991 | Belfast,Reino unido       | Retiene el título internacional CMB del Peso wélter      |
| G                                          | 24-0   | Newton Barnett    | RTD(Parada por la esquina) | 4, (8)          | 07-09-1991 | Belfast,Reino unido       |                                                          |
| G                                          | 23-0   | Larry McCall      | TKO                        | 4, (10)         | 30-05-1991 | Madrid,España             |                                                          |
| G                                          | 22-0   | Luis Santana      | UD                         | 12              | 12-02-1991 | Belfast,Reino Unido       | Gana el título vacante internacional CMB del Peso wélter |
| G                                          | 21-0   | Luis Mora         | TKO                        | 7, (10) 1:26    | 30-10-1990 | Belfast,Reino Unido       |                                                          |
| G                                          | 20-0   | Felix Dubray      | KO                         | 4, (8) 0:49     | 15-09-1990 | Belfast,Reino Unido       |                                                          |
| G                                          | 19-0   | Francisco Bernabé | KO                         | 4, (10)         | 23-05-1990 | Belfast,Reino Unido       |                                                          |
| G                                          | 18-0   | Jorge Hernandez   | TKO                        | 1, (8) 1:45     | 28-03-1990 | Manchester,Reino Unido    |                                                          |
| G                                          | 17-0   | Delfino Marin     | TKO                        | 6, (8)          | 21-02-1990 | Belfast,Reino Unido       |                                                          |
| G                                          | 16-0   | Lloyd Christie    | RTD(Parada por la esquina) | 3, (8)          | 13-12-1989 | Kirkby,Reino Unido        |                                                          |
| G                                          | 15-0   | Mario Moreno      | DQ(Descalificacion)        | 1, (8)          | 29-11-1989 | Belfast,Reino Unido       |                                                          |
| G                                          | 14-0   | Carlos Zambrano   | TKO                        | 2, (8)          | 31-10-1989 | Belfast,Reino Unido       |                                                          |
| G                                          | 13-0   | Del Bryan         | UD                         | 8               | 10-05-1989 | Kensington,Reino Unido    |                                                          |
| G                                          | 12-0   | Antonio Campbell  | TKO                        | 2, (8)          | 12-04-1989 | Belfast,Reino Unido       |                                                          |
| G                                          | 11-0   | Judas Clottey     | TKO                        | 2, (8)          | 08-03-1989 | Belfast,Reino Unido       |                                                          |
| G                                          | 10-0   | Mike Essett       | TKO                        | 2, (8) 2:35     | 20-02-1989 | Mayfair,Reino Unido       |                                                          |
| G                                          | 9-0    | Billy Buchanan    | TKO                        | 3, (8) 2:12     | 25-01-1989 | Belfast,Reino Unido       |                                                          |
| G                                          | 8-0    | Gary Pemberton    | TKO                        | 1, (8) 0:20     | 14-12-1988 | Kirkby,Reino Unido        |                                                          |
| G                                          | 7-0    | Simon Eubank      | TKO                        | 1, (8) 2:10     | 07-12-1988 | Belfast,Reino Unido       |                                                          |
| G                                          | 6-0    | Dave Pierre       | PTS                        | 6               | 19-10-1988 | Belfast,Reino Unido       |                                                          |
| G                                          | 5-0    | Rolando Ruiz      | TKO                        | 1,(6) 2:08      | 21-02-1987 | Ciudad de Panamá,Panamá   |                                                          |
| G                                          | 4-0    | Edgar Rodríguez   | TKO                        | 3,(4)           | 07-09-1985 | Caracas,Venezuela         |                                                          |
| G                                          | 3-0    | Jorge Medina      | TKO                        | 1,(4)           | 10-10-1984 | Porlamar,Venezuela        |                                                          |
| G                                          | 2-0    | Jose Campos       | TKO                        | 3,(4)           | 13-07-1984 | Carupano,Venezuela        |                                                          |
| G                                          | 1-0    | Elias Gonzalez    | TKO                        | 1,(4)           | 30-03-1984 | Ciudad Bolívar,Venezuela  | Debut profesional                                        |

| Predecesor: Meldrick Taylor | Campeón Mundial Wélter de la AMB 31 de octubre de 1992 – 4 de junio de 1994 | Sucesor: Ike Quartey |